# Pandemia de COVID-19 em Londres
Este artigo documenta os impactos da pandemia de COVID-19 em Londres, Inglaterra e pode não incluir todas as principais respostas e medidas contemporâneas.

## Cronologia
O primeiro caso foi confirmado em 12 de fevereiro de 2020, uma mulher que havia chegado da China alguns dias antes. Ela foi o nono caso no Reino Unido.
Em 17 de março, havia quase 500 casos confirmados e 23 mortes na cidade. O prefeito Sadiq Khan anunciou que o metrô de Londres começaria a executar um serviço reduzido devido ao vírus. Um dia antes, o primeiro ministro britânico Boris Johnson havia declarado que o surto de Londres estava algumas semanas à frente do resto do Reino Unido. A cidade registrava a maioria dos casos do Reino Unido, com números subindo muito mais rápido do que em outras partes do país.

Até 18 de março, Southwark e Westminster foram os bairros mais afetados.